# Янкович, Алоизий
Алоизий Янкович (хорв. Alojzije Janković; род. 2 апреля 1983) — хорватский шахматист, гроссмейстер (2006), тренер.
Чемпион Хорватии (2015).
В составе сборной Хорватии участник  XXXIX Шахматной олимпиады (2010) в Ханты-Мансийске (32 место) и двух командных чемпионатов Европы (2007, 2009).
Звание мастера ФИДЕ присвоено в 2000 году, гроссмейстера — в 2006 году.

## Таблица результатов
| Год  | Город          | Турнир                          | + | − | = | Результат | Место |
| ---- | -------------- | ------------------------------- | - | - | - | --------- | ----- |
| 2007 | Ираклион       | 16-й командный чемпионат Европы | 2 | 1 | 4 | 4 из 7    |       |
| 2009 | Нови-Сад       | 17-й командный чемпионат Европы | 2 | 3 | 1 | 2½ из 6   |       |
| 2010 | Ханты-Мансийск | 39-я олимпиада                  | 1 | 2 | 1 | 1½ из 4   |       |
| 2015 | Опатия         | Чемпионат Хорватии              | 3 | 0 | 8 | 7 из 11   | 1     |

## Изменения рейтинга
| Графики недоступны из-за технических проблем. См. информацию на Фабрикаторе и на mediawiki.org. |